# (27721) 1989 WJ
(27721) 1989 WJ est un astéroïde de la ceinture principale d'astéroïdes découvert en 1989.

## Description
(27721) 1989 WJ a été découvert le 20 novembre 1989 à l'observatoire Gekko, situé à Shizuoka (Japon), par Yoshiaki Ōshima.

### Caractéristiques orbitales
L'orbite de cet astéroïde est caractérisée par un demi-grand axe de 2,60 UA, un périhélie de 2,25 UA, une excentricité de 0,13 et une inclinaison de 15,06° par rapport à l'écliptique. Du fait de ces caractéristiques, à savoir un demi-grand axe compris entre 2 et 3,2 UA et un périhélie supérieur à 1,666 UA, il est classé, selon la JPL Small-Body Database, comme objet de la ceinture principale d'astéroïdes.

### Caractéristiques physiques
(27721) 1989 WJ a une magnitude absolue (H) de 14,2 et un albédo estimé à 0,458.